# Raúl Alarcón
Raúl Alarcón García (* 25. März 1986 in Sax) ist ein ehemaliger spanischer Radrennfahrer.

## Sportliche Laufbahn
Raúl Alarcón wurde 2004 Zweiter im Straßenrennen der Junioren bei der spanischen Straßenradmeisterschaft in Don Benito. Zwei Jahre später konnte er zwei Etappen bei der Vuelta a Cantabria für sich entscheiden. In den folgenden Jahren ging er vorrangig bei Rennen auf der iberischen Halbinsel an den Start. 2017 gelang ihm der bis dahin größte Erfolg seiner Karriere, als er die Volta a Portugal für sich entschied, nachdem er zwei Etappen dieser Rundfahrt gewonnen hatte. Er wiederholte diesen Erfolg 2018 und gewann darüber hinaus drei Etappen. 2017 gewann er den Grande Prémio Jornal de Notícias.
Alarcón wurde im Oktober 2019 in einem Dopingverfahren suspendiert und im Jahr 2019 schließlich für vier Jahre bis zum 20. Oktober 2023 wegen der „Verwendung verbotener Methoden und / oder Substanzen“ gesperrt. Alle Ergebnisse seit 2015 wurden aberkannt.

## Erfolge
2011

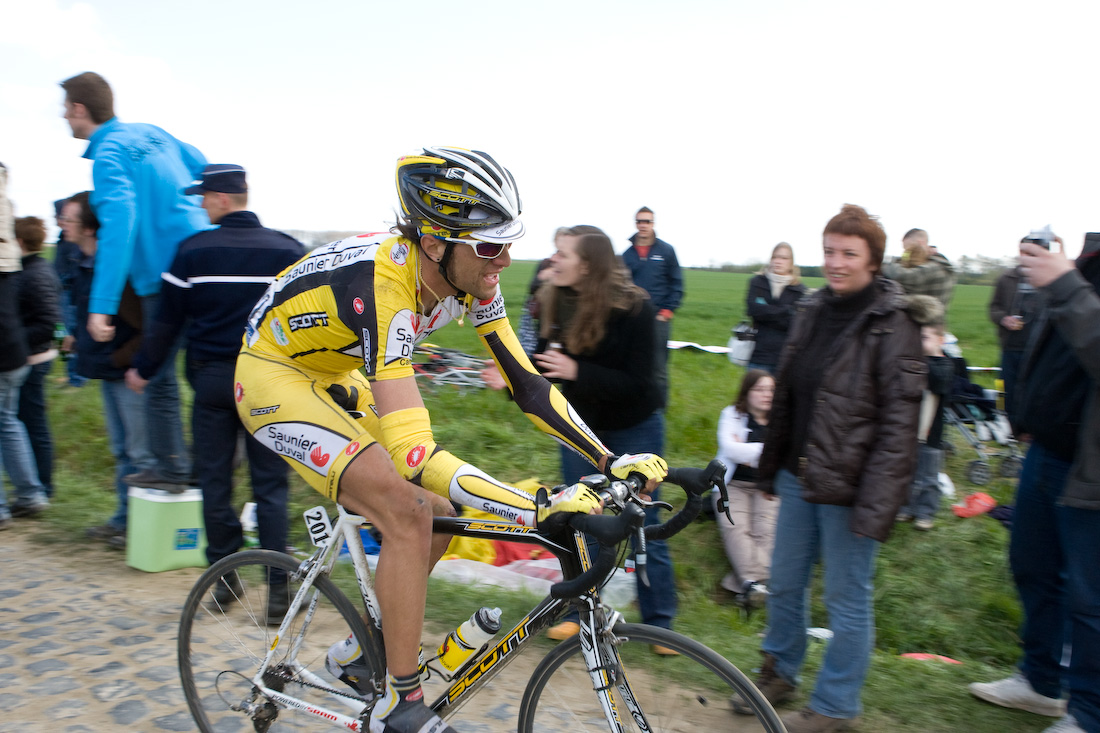
Alarcón bei Paris-Roubaix 2008

- eine Etappe Grande Prémio Internacional de Torres Vedras

2013
- eine Etappe Volta a Portugal

2016
- Bergwertung Vuelta a Castilla y León
- Bergwertung Vuelta a Asturias
- eine Etappe und Punktewertung Grande Prémio Internacional de Torres Vedras

2017
- Gesamtwertung, eine Etappe und Punktewertung Vuelta a Asturias
- eine Etappe und Punktewertung Vuelta a Madrid
- eine Etappe Volta Cova da Beira
- Gesamtwertung und zwei Etappen Volta a Portugal

2018
- Gesamtwertung, eine Etappe und Bergwertung Grande Premio de Portugal N2
- Gesamtwertung, drei Etappen und Bergwertung Volta a Portugal